# 小丑恐惧症

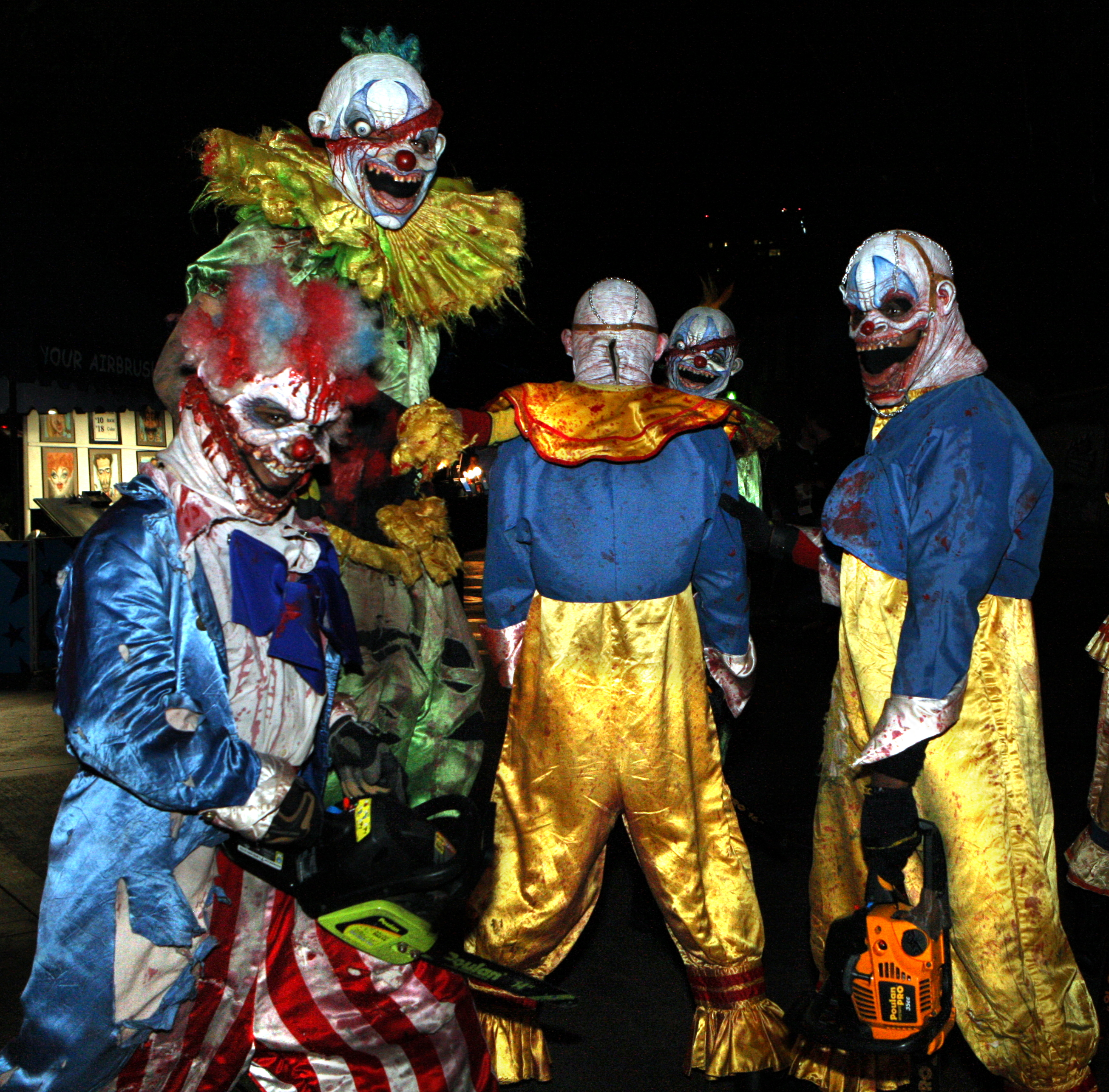
一群穿着邪恶小丑服装的人在环球影城举行的PDC 2008派对上

邪恶小丑（evil clown）又被称为杀手小丑（killer clown），是对传统喜剧小丑角色的颠覆，通过恐怖元素和黑色幽默，将俏皮的比喻转而表现得更加令人不安。邪恶小丑的现代原型因1940年DC漫画角色小丑而流行，并由斯蒂芬·金的《牠》中的潘尼怀斯而再次流行。这个角色可以被视为利用小丑恐懼症（coulrophobia）患者的不安感，即对小丑的恐惧。

## 起源

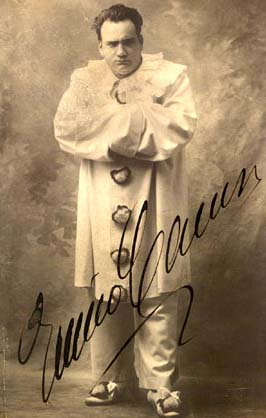
恩里科·卡鲁索在《丑角》中饰演凶残的卡尼奥

邪恶小丑的现代原型起源不明；这个普通角色在19世纪很少出现，比如埃德加·艾伦·坡的《跳蛙》， 密苏里大学罗拉分校的杰克·摩根认为该作品借鉴了14世纪“化妆舞会”上的一个早期事件，在这期间，国王和他的轻浮派对，穿着高度易燃的材料，装扮成猿猴生物，被火焰点燃并焚毁，在实际情况中，国王侥幸逃脱。” 邪恶的小丑在戏剧中也占有一席之地，出现在卡图勒·门德斯 1874 年的作品《塔巴林女人》和鲁杰罗·莱昂卡瓦洛的《丑角》（被指控抄袭门德斯的作品）中，这两部作品都以凶残的小丑为中心人物。  
20世纪80年代，《国家讽刺报》在杂志上发表了一系列模拟漫画书，题为《邪恶小丑》，书中有一个名叫小丑弗伦奇的恶毒角色。在那十年里，美国连环杀手兼强奸犯约翰·韦恩·盖西在1978年被捕时被称为小丑杀手，因为人们发现他曾在儿童派对和其他活动中扮演小丑波戈；然而，盖西实际上并没有在穿着小丑服装时犯罪。 
流行音乐中偶尔会出现邪恶小丑的主题。Zal Clemenson是英国摇滚乐队the Sensational Alex Harvey band的吉他手，在乐队20世纪70年代的全盛时期，他在舞台上化着黑白小丑式的妆，穿着五颜六色的衣服，而他“快乐、悲伤、快乐”的举止让他们的表演充满了威胁。
邪恶的小丑原型强烈地表现了对恐惧症的固有元素所引起的厌恶感。然而，约瑟夫·杜尔文认为，邪恶小丑的概念在流行文化中拥有独立的地位，他认为“邪恶小丑的概念及其引发的广泛敌意是一种文化现象，超越了恐惧症本身” ”。谢菲尔德大学的一项研究得出结论：“小丑普遍不受孩子们的喜爱。有些人觉得他们很可怕，很不可知。”  这可能是因为小丑化妆的性质隐藏了他们的脸，使他们变相成为潜在的威胁；正如加州州立大学北岭分校的心理学教授所说，幼儿“对熟悉的体型和陌生的面孔非常敏感”。 对小丑的这种天生的厌恶使它们在文学或虚构的背景下发挥作用，因为小丑所感受到的敌对威胁在恶棍角色中是可取的。
研究人员本杰明·拉德福德在 2016 年出版了《坏小丑》  ，被认为是这一现象的专家， ，纵观历史，小丑被视为骗子、傻瓜等等；然而，他们总是掌控一切，说出自己的想法，并且可以逃脱惩罚。在写《坏小丑》一书时，拉德福德发现职业小丑通常不喜欢坏小丑（或邪恶小丑）的角色。他们把它们视为“桶里的烂苹果，丑陋的视觉和气味让其他人产生怀疑”，不希望鼓励或传播库洛恐惧症。然而，正如拉德福德发现的那样，坏小丑在历史上一直存在：哈林、国王的傻瓜和潘趣先生。拉德福德认为，坏小丑有“与时俱进的能力”，现代的坏小丑已经进化成了网络巨魔。他们可能不穿小丑服装，但无论如何，他们与人交往是为了自己的娱乐、虐待、调侃和说出他们认为的“真相”，就像宫廷小丑和“小丑”利用“人类弱点”对付受害者一样。拉德福德表示，尽管坏小丑在电影、电视、音乐、漫画等媒体中随处可见，但“好小丑”的数量超过了坏小丑。研究表明，大多数人并不害怕小丑，但实际上很喜欢他们，坏小丑是“例外，而不是规则” 

## 解释

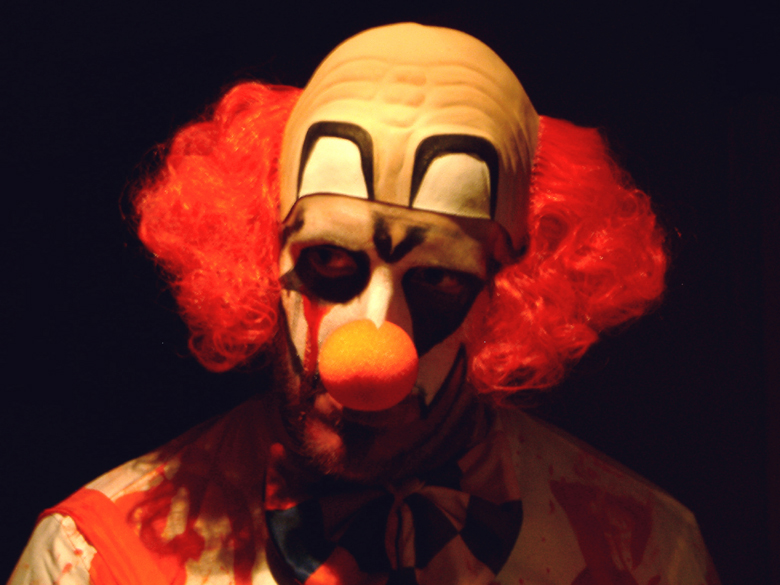
“邪恶的小丑”的化妆和服装

邪恶小丑的概念与对小丑的非理性恐惧有关，被称为“库尔恐惧症”，这是在非正式“恐惧症列表”背景下创造的新词。 
文化评论家马克·德里（Mark Dery）在《棉花糖尸检：解构心理杀手小丑》（他的文化评论《烟火疯狂：濒临边缘的美国文化》中的一章）中对邪恶小丑的后现代原型进行了理论化。 
追踪流行文化中疯狂或偏执小丑的形象，德里分析了连环杀手约翰·韦恩·加西(John Wayne Gacy)的“小丑波戈”角色;新情境主义者卡波尼协会的下流小丑；小丑（因《蝙蝠侠》而出名）；R. K.斯隆的怪诞艺术；《小丑》是一部病态搞笑的喜剧，由山猫·戈德斯维特主演；《大上方的疯狂》中的史酷比幽灵小丑；2007年恐怖喜剧电影《穿越疯人院》中的小丑霍尼，以及斯蒂芬·金《雨人》中的彭尼怀斯。
德里利用米哈伊尔·巴赫金的狂欢节理论、荣格理论和历史著作来探讨神话和历史中的愚人形象，以及对信息时代狂喜与恐惧的混合的思考，断言邪恶的小丑是我们这个时代的象征。 。在许多美国鬼屋里，小丑经常被描绘成凶残的精神病患者。
沃尔夫冈· M ·扎克指出小丑的外表与恶魔和其他地狱生物的文化描绘之间的相似之处，并指出“小丑的白垩色脸几乎没有眼睛，嘴巴被放大到了可怕的大小，看起来像死亡的面具”。 
加州州立大学北岭分校心理学教授约瑟夫·杜尔文 (Joseph Durwin) 表示，幼儿“对熟悉的体型和陌生的面孔非常敏感”。 研究恐惧症的研究人员认为，恐惧症与恐怖谷效应存在一定的相关性。 此外，小丑的行为通常是“越轨的”（反社会行为），可能会造成不安的感觉。 

## 都市传说和事件

### 小丑目击事件
相关的真实城市中，罪恶的小丑也常被视作幽灵，也称为“幽灵小丑”。第一例发生于1981年，当时美国麻省的布鲁克莱恩(Brookline)的孩子们称，一群扮成小丑的男子试图引诱他们上车。恐慌席卷美国中西部和东北部地区。它在1985年的亚利桑那州凤凰城卷土重来；1991年在新泽西州西奥兰治；其后是通过巴西通俗报(Noticias Populares)于1990年报道的故事在巴西出现，再后是1995年在洪都拉斯。此后在伊利诺斯州的芝加哥出现的记录可以追溯到2008年。关于这种现象的解释各式各样，包括史蒂芬·金(Stephen King)的小说《它》和连环杀手约翰·韦恩·盖西(John Wayne Gacy)的罪行，以及当时人们对撒旦仪式虐待的恐惧所引发的道德恐慌。它也显示出与哈梅林的花衣魔笛手的相似之处。这个故事和海门派皮尔·比厄的故事很相似。大多数案例报告均是孩子所作，但成人和警官却没能确认目击情况。
2013年，人们多次看到一个被称为“北安普顿小丑”的角色默默地站在英国小镇周围。北安普敦小丑亚历克斯·鲍威尔（Alex Powell）、埃利奥特·辛普森（Elliot Simpson）和卢克·乌兰斯基（Luke Ubanski）三位当地电影制作人的作品在外观上与斯蒂芬·金（Stephen King）的《It》中的彭尼维斯（Pennywise）相似。尽管有传言称小丑可能有刀，但小丑本人通过社交媒体否认了这些传言。2014年3月，来自意大利佩鲁贾的Matteo Moroni，YouTube频道DM Pranks的所有者，开始打扮成一个杀人小丑，恐吓毫无戒心的路人，他的视频获得了数亿的浏览量。2014年，法国、美国和德国报道了更多关于邪恶小丑恶作剧者的投诉，这可能是受《美国恐怖故事：畸形秀》的启发。
2014年，“瓦斯科小丑”在加州引起了社交媒体的关注。这位小丑再次与潘尼怀斯有着相似的相似之处，据透露，社交媒体上的帖子是艺术家的妻子进行的为期一年的摄影项目的一部分。 据报道，加利福尼亚州贝克斯菲尔德出现了“具有威胁性”的小丑，其中一些人还携带武器。  2015年7月，芝加哥当地一处墓地周围出现了一名“令人毛骨悚然”的小丑，并对墓地里的所有人进行恐吓。 
2016 年，南卡罗来纳州和纽约等地再次爆发了此类目击事件。  
研究人员本·雷德福 (Ben Radford)写道，有关邪恶小丑目击事件的报道数量激增，雷德福表示这很可能是恶作剧者。都市传说和恐慌可能会造成真正的危险，因为善意的公众或警察认为威胁存在，但实际上并不存在，因此“脸上画着恶作剧的人和无辜的旁观者可能面临危险”。 

## 对媒体中邪恶小丑的回应
2014年，美国小丑国际回应了《美国恐怖故事》中对Twisty的描述，以及媒体上普遍存在的邪恶小丑。总裁格伦·科尔伯格说：“好莱坞通过哗众取宠的方式赚钱。他们可以把任何情况，无论多么好或多么纯粹，都变成噩梦……我们不支持以任何方式、塑造或形成任何耸人听闻或增加库洛恐惧症或‘小丑恐惧症’的媒介。”

## 描述
当代“邪恶小丑”原型发展于20世纪80年代，尤其受到斯蒂芬·金的《It》的普及，可能受到1978年被称为杀手小丑的连环杀手约翰·韦恩·盖西的影响。《外太空殺人小丑》是一部1988年的恐怖喜剧。《蝙蝠侠》系列中的小丑角色于1940年推出，现已发展成为流行文化中最知名、最具标志性的虚构人物之一，在2006年的《巫师》杂志“有史以来100个最伟大的恶棍”排行榜上名列前茅。尽管1989年在情景喜剧《辛普森一家》中引入的卡通人物小丑克鲁斯蒂是一个滑稽、不可怕的小丑，但这个角色揭示了他性格中黑暗的一面。在《辛普森一家》（The Simpsons）的一集《丽莎的第一句话》（Lisa’s First Word）（1992年）中，孩子们对小丑的恐惧表现为一个非常小的巴特被一张建造不熟练的小丑主题床所创伤，他反复说出“睡不着，小丑会吃掉我……”这句话激发了埃利斯·库珀（Alice Cooper）在专辑《龙镇》（Dragontown）（2001年）中的一首歌，并成为流行语。 
美国说唱二人组疯狂小丑波塞自 1989 年以来一直在利用这一主题，并启发了Twiztid和类似的表演，其中许多都出现在Psychopathic Records上。专门讨论邪恶小丑和对小丑的恐惧的网站出现于 20 世纪 90 年代末。 
- 小丑，蝙蝠侠的宿敌，其主要特征是粉笔白的皮肤、翠绿色的头发、红宝石色的嘴唇和（在某些版本中）永久的微笑，有时是永久的讽刺笑容或格拉斯哥微笑，具体取决于改编的角色。 [37]他通常被描绘成一个犯罪策划者，以及一个虐待狂和凶残的精神病患者。 [38]该角色还有多个绰号，包括“犯罪小丑王子”。 [39] [40]
- 2014年，安德鲁·琼斯执导的电影《恐惧剧场》由内森·海德扮演凶残的小丑角色。 [41]
- 1982 年由托比·胡珀 (Tobe Hooper)执导、史蒂文·斯皮尔伯格 (Steven Spielberg)制作的电影《恶作剧之鬼》( Poltergeist ) 以及吉尔·凯南 ( Gil Kenan)执导的2015 年同名翻拍版均以一个被附身的小丑娃娃为主角。 [42] [43] [44]
- 跳舞小丑潘尼怀斯 (Pennywise) ，史蒂芬·金1986 年恐怖小说《It》及其改编作品中的主要反派。潘尼怀斯在1990 年的电视迷你剧版本中由蒂姆·库里 (Tim Curry)饰演，在2017 年的电影改编版及其2019 年的续集中由比尔·斯卡斯加德 ( Bill Skarsgård)饰演。 [45] [46] [47] [48]
- 1988 年的电影《外太空杀手小丑》由奇奥多兄弟执导，以外星邪恶小丑作为故事的对手。 [49] [50]
- 1989 年的电影《小丑屋》由维克多·萨尔瓦编剧和导演，讲述了兄弟在自己家中被打扮成小丑的逃跑精神病人袭击的故事。 [51]
- 职业摔跤中最著名的邪恶小丑形象是“小丑多因克”(Doink the Clown) ，该形象由世界摔跤联合会职业摔跤手马特·奥斯本 ( Matt Osborne ) 于 1992 年创立。最初，这个噱头是一个虐待狂、邪恶的小丑，对粉丝和摔跤手进行残酷的恶作剧，以自娱自乐，让他们措手不及；为了帮助这个角色获得热度，他在故事情节中与Crush发生了争执，其中 Doink 在假装受伤后，用装满子弹的假肢偷袭了 Crush。 [52] 1993 年晚些时候，当他变脸时，这个邪恶的小丑花招就被放弃了。
- 违反者是出现在Image Comics出版的Spawn漫画书中的一个超级恶棍恶魔，通常以“小丑”的形式描绘，一个秃头、体重过重、脸上涂着蓝色颜料的男人。 [53]
- 甜牙， 《扭曲金属》视频游戏系列中的角色。 [54] 《扭曲金属》（ Twisted Metal ，2012）中的“甜牙小丑”是一名戴着精神病小丑面具、头部燃烧、手持大砍刀的男子。他驾驶着一辆配备武器的冰淇淋车，车顶上也有同样的小丑脸。
- 小丑杰克是万圣节恐怖之夜活动的标志，在佛罗里达环球影城、好莱坞环球影城、新加坡环球影城和日本环球影城举行庆祝活动。 [55] [56] [57]
- 2009 年BBC喜剧节目Psychoville的主角名叫 Jelly 先生，“他是一位苦涩的钩手小丑和儿童艺人”。 [58]
- 恐怖电影系列《Killjoy》以恶魔杀手小丑为主要反派。 [59]
- 斯波尔丁船长是一位粗俗的小丑和连环杀手，由席德·黑格在 2003 年罗伯·赞比的电影《千尸之屋》及其 2005 年续集《魔鬼的拒绝》中饰演。 [60]
- 在 2012 年的选集恐怖片《Scary or Die》中，一名毒贩在一次生日聚会上被小丑咬伤，他自己也开始变成一名食人小丑。 [61]
- 2012 年的电影《缝针》讲述了由罗斯·诺布尔 (Ross Noble)饰演的一个凶残的生日小丑的故事，他从死里复活，是为了向那些导致他死亡的孩子们报仇。 [62]
- 2013 年的恐怖电影《万圣节前夜》和 2018 年的电影《恐怖分子》以一位名为“小丑阿特”的杀人小丑为主角。 [63]
- FX 恐怖选集系列剧《美国恐怖故事》使用了两个邪恶小丑的例子：第一个是第四季《怪胎秀》中的小丑扭曲，他在《邪教》中客串，本季的对手创建了一个凶残的小丑邪教，以策划他在政治上的崛起。力量。 [64]
- 2014 年的恐怖电影《小丑》由乔恩·瓦茨 (Jon Watts)执导，伊莱·罗斯 ( Eli Roth)制作，讲述了一名男子在发现并穿上小丑服后，被困在一个被称为“Clöyne”的古代北欧恶魔的诅咒皮肤中的故事。 [65] [66]
- 2017 年电影《目击事件背后》的灵感来自 2016 年病毒式传播的小丑目击事件[67] [68] [69]